# Gustaaf VI Adolf van Zweden
Oscar Frederik Willem Olaf Gustaaf Adolf (Stockholm, 11 november 1882 – Helsingborg, 15 september 1973) was van 1950 tot 1973 als Gustaaf VI Adolf koning van Zweden. Hij was de oudste zoon van koning Gustaaf V en koningin Victoria van Baden.

Monogram van Gustaaf VI Adolf, koning van Zweden

## Jeugd en huwelijken
Hij werd geboren in Stockholm op 11 november 1882, hij werd toen hertog van Skåne. Hij was de oudste zoon van kroonprins Gustaaf van Zweden en kroonprinses Victoria. Toen hij werd geboren was koning Oscar II van Zweden aan de macht. Gustaaf Adolf had twee jongere broers: prins Willem (1884-1965) die huwde met Maria Paulowna van Rusland en prins Erik die stierf op vrij jonge leeftijd (1889-1918). Toen zijn vader op 29 oktober 1950 stierf, werd hij koning van Zweden als Gustaaf VI Adolf. Zijn persoonlijke motto was Plikten framför allt (Nederlands: Plicht voor alles). Zijn overgrootmoeder Sofie van Zweden was een dochter van de afgezette koning Gustaaf IV Adolf van Zweden waardoor Gustaaf VI Adolf afstamt van het afgezette Zweedse koningshuis Holstein-Gottorp.
Gustaaf VI Adolf huwde een eerste maal op 15 juni 1905 met prinses Margaretha van Connaught, een dochter van Arthur van het Verenigd Koninkrijk en Louise Margaretha van Pruisen. Prins Arthur was een zoon van koningin Victoria van het Verenigd Koninkrijk en prins-gemaal Albert. Louise Margaretha op haar beurt was een dochter van prins Frederik Karel van Pruisen en prinses Maria Anna van Anhalt-Dessau. Uit dit huwelijk werden vier zonen geboren en één dochter. Prinses Margaretha, zwanger van haar zesde kind, stierf erg onverwacht op 1 mei 1920 in het Koninklijk paleis in Stockholm.
Een tweede huwelijk ging Gustaaf Adolf aan met prinses Louise Mountbatten. Het vond plaats op 3 november 1923 in het St. James's Palace te Londen. Louise was een dochter van Lodewijk Alexander van Battenberg en van prinses Victoria Maria van Hessen-Darmstadt. Victoria Maria was een dochter van prinses Alice van het Verenigd Koninkrijk, een dochter van koningin Victoria en prins-gemaal Albert. Louise Mountbatten was een tante van de prins-gemaal van Engeland, prins Philip Mountbatten. Het was Louise die koningin van Zweden werd.

## Koning van Zweden

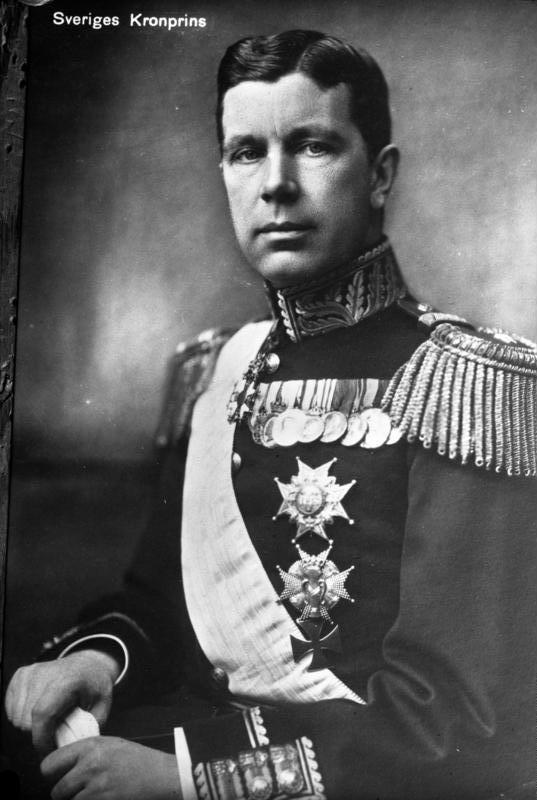
Gustaaf Adolf als kroonprins van Zweden.

In 1950 na de dood van koning Gustaaf V werd Gustaaf Adolf koning van Zweden. Zijn vader was overleden op 92-jarige leeftijd en Gustaaf VI Adolf werd koning op de leeftijd van bijna 68 jaar. Hij was daarmee tot dusverre de oudste kroonprins ooit, een positie die in 2016 is overgenomen door de Britse prins Charles die echter op 8 september 2022 de troon besteeg. Gustaaf VI Adolf was gedurende 23 jaar koning der Zweden. Tijdens het bewind van Gustaaf VI Adolf werd er gewerkt aan een nieuwe constitutie van Zweden. Deze nieuwe constitutie werd uiteindelijk van kracht in 1975 na de dood van de koning. De nieuwe constitutie was ter vervanging van de grondwet daterende uit 1809 en was vooral gericht op hervormingen in overeenstemming met de moderne tijd. De persoonlijke kwaliteiten van koning Gustaaf Adolf maakten hem populair onder het Zweedse volk en, op zijn beurt heeft deze populariteit geleid tot een sterke publieke opinie ten gunste van het behoud van de monarchie. Gustaaf Adolfs expertise en interesse in een breed scala van terreinen (waaronder o.a. architectuur en plantkunde) maakten van hem een gerespecteerd man, net als zijn informele en bescheiden karakter en zijn doelgericht vermijden van pracht en praal. De monarchie werd echter ondergeschikt gemaakt aan een democratische staat. Aanvullende bevoegdheden van de vorst werden verwijderd toen in Zweden de constitutionele hervorming werd voltooid in 1975.
Gustaaf VI Adolf was een toegewijd archeoloog en werd toegelaten tot de British Academy voor zijn werk in de botanie in 1958. Gustaaf VI Adolf had deelgenomen aan de archeologische expedities in China, Griekenland en Italië en hij was de oprichter van het Zweedse Instituut te Rome. Hij werd in 1910 de 1126e Ridder in de Orde van het Gulden Vlies in Spanje en hij werd in 1954 de 915e Ridder in de Orde van de Kousenband.

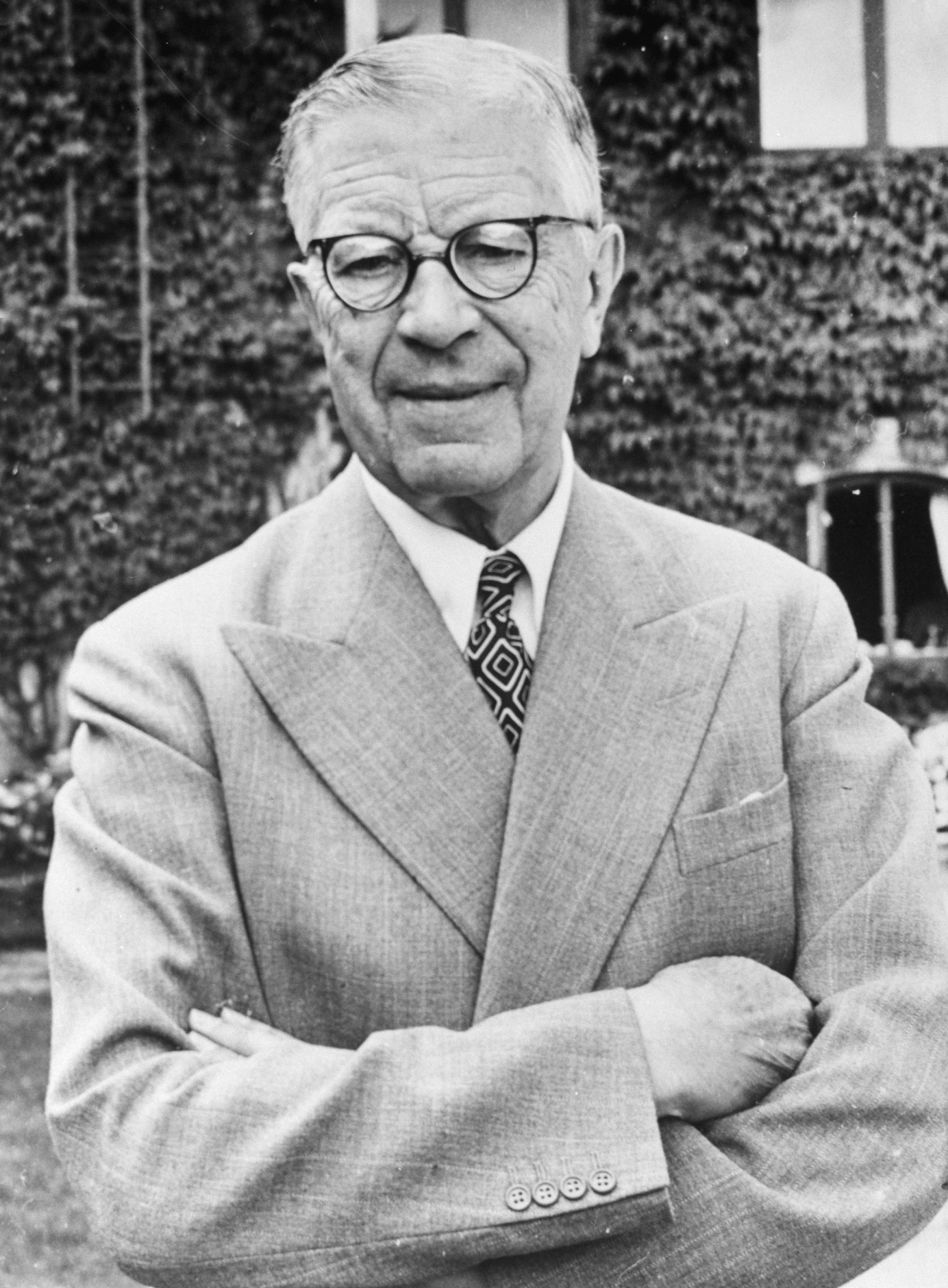
Gustaaf Adolf in 1962

Koning Gustaaf VI Adolf overleed op 15 september 1973 op de leeftijd van 90 jaar na een verslechtering van zijn gezondheid, die eindigde in longontsteking in het ziekenhuis van Helsingborg. Hij werd opgevolgd door zijn kleinzoon, de 27-jarige kroonprins Carl Gustaf, zoon van de in 1947 overleden prins Gustaaf Adolf. Koning Gustaaf VI Adolf werd niet zoals bijna al zijn voorgangers bijgezet in de Kerk van Riddarholmen te Stockholm, maar op de Koninklijke begraafplaats van het Hagapaleis. Hij werd begraven naast zijn twee overleden vrouwen. Koning Gustaaf Adolf is de grootvader van de huidige Zweedse koning, Carl Gustaf XVI en de overgrootvader van de huidige Deense koning Frederik X.

## Interesses
De reputatie van de koning als een "professionele amateurhoogleraar" was alom bekend, zowel nationaal als internationaal, en ook onder zijn familieleden en vrienden. Gustaaf Adolf had een enorme privé-bibliotheek bestaande uit bijna 80.000 boeken – het meest indrukwekkende in dit alles was dat hij daadwerkelijk het grootste deel van al die boeken had gelezen. Hij had belangstelling voor gespecialiseerde literatuur over Chinese kunst en Oost-Aziatische geschiedenis. Koning Gustaaf Adolf was vooral geïnteresseerd in de geschiedenis van de beschaving, en hij heeft deelgenomen aan verschillende archeologische expedities. Op die manier lag hij mede aan de basis van de ontdekking van de Pekingmens. Een andere grote interesse was plantkunde, vooral op het gebied van bloemen en tuinieren. Hij werd beschouwd als een expert op het gebied van de rododendron. Bij het Sofieropaleis (het zomerverblijf van de koning) kweekte hij een van de mooiste collecties rododendrons.
Net als zijn zoon, prins Bertil van Zweden, had koning Gustaaf Adolf een levenslange belangstelling voor verschillende sporten. Hij genoot van tennis en golf. Daarnaast was hij dol op vliegvissen.

## Kinderen
Uit zijn eerste huwelijk werden vijf kinderen geboren:
- Gustaaf Adolf Oscar Frederik Arthur Edmund (22 april 1906 – 26 januari 1947), trouwde met Sybilla van Saksen-Coburg en Gotha (18 januari 1908 – 28 november 1972), vader van de huidige koning Carl Gustaf XVI.
- Sigvard Oscar Frederik (7 juni 1907 – 4 februari 2002), huwde driemaal, trouwde met Erica Patzek (12 juli 1911 – 20 juli 2007), Sonja Robbert (12 oktober 1909 – 21 mei 2004), Marianne Lindberg (15 juli 1924)
- Ingrid Victoria Sophia Louise Margareta (28 maart 1910 – 7 november 2000), trouwde met koning Frederik IX van Denemarken (11 maart 1899 – 14 januari 1972), werd daardoor koningin van Denemarken.
- Bertil Gustaaf Oscar Karel Eugenius (28 februari 1912 – 5 januari 1997), trouwde met Lilian Davies (30 augustus 1915 – 10 maart 2013).
- Karel Johan Arthur (31 oktober 1916 – 5 mei 2012), trouwde met Elin Kerstin Margaretha Wijkmark (4 maart 1910 – 11 september 1987), en later met Gunilla Countess Wachtmeister af Johannishus (12 mei 1923 – 12 september 2016).

Uit zijn tweede huwelijk kwam één doodgeboren dochtertje voort op 30 mei 1925.

## Kwartierstaat (voorouders)
| Oscar I van Zweden (1799-1859) | Oscar I van Zweden (1799-1859) | Oscar I van Zweden (1799-1859) | Oscar I van Zweden (1799-1859) | Oscar I van Zweden (1799-1859)  | Oscar I van Zweden (1799-1859)  | Josephine van Leuchtenberg (1807-1876) | Josephine van Leuchtenberg (1807-1876) | Josephine van Leuchtenberg (1807-1876) | Josephine van Leuchtenberg (1807-1876) | Josephine van Leuchtenberg (1807-1876) | Josephine van Leuchtenberg (1807-1876) |                                  |                                  | Willem van Nassau (1792-1839)           | Willem van Nassau (1792-1839)           | Willem van Nassau (1792-1839)           | Willem van Nassau (1792-1839)           | Willem van Nassau (1792-1839)           | Willem van Nassau (1792-1839)           | Pauline van Württemberg (1810-1856) | Pauline van Württemberg (1810-1856) | Pauline van Württemberg (1810-1856) | Pauline van Württemberg (1810-1856) | Pauline van Württemberg (1810-1856) | Pauline van Württemberg (1810-1856) |                               |                               | Leopold van Baden (1790-1852) | Leopold van Baden (1790-1852) | Leopold van Baden (1790-1852) | Leopold van Baden (1790-1852) | Leopold van Baden (1790-1852)    | Leopold van Baden (1790-1852)    | Sofie van Zweden (1801-1856)     | Sofie van Zweden (1801-1856)     | Sofie van Zweden (1801-1856)     | Sofie van Zweden (1801-1856)     | Sofie van Zweden (1801-1856)   | Sofie van Zweden (1801-1856)   |                                |                                | Wilhelm I van Duitsland (1797-1888) | Wilhelm I van Duitsland (1797-1888) | Wilhelm I van Duitsland (1797-1888)            | Wilhelm I van Duitsland (1797-1888)            | Wilhelm I van Duitsland (1797-1888)            | Wilhelm I van Duitsland (1797-1888)            | Augusta van Saksen-Weimar-Eisenach (1811-1890) | Augusta van Saksen-Weimar-Eisenach (1811-1890) | Augusta van Saksen-Weimar-Eisenach (1811-1890) | Augusta van Saksen-Weimar-Eisenach (1811-1890) | Augusta van Saksen-Weimar-Eisenach (1811-1890) | Augusta van Saksen-Weimar-Eisenach (1811-1890) |  |  |  |  |  |  |  |  |  |  |  |  |  |  |  |  |  |  |  |  |  |  |  |  |  |  |  |  |  |  |  |  |  |  |  |  |  |  |  |  |  |  |  |  |  |  |  |  |
| Oscar I van Zweden (1799-1859) | Oscar I van Zweden (1799-1859) | Oscar I van Zweden (1799-1859) | Oscar I van Zweden (1799-1859) | Oscar I van Zweden (1799-1859)  | Oscar I van Zweden (1799-1859)  | Josephine van Leuchtenberg (1807-1876) | Josephine van Leuchtenberg (1807-1876) | Josephine van Leuchtenberg (1807-1876) | Josephine van Leuchtenberg (1807-1876) | Josephine van Leuchtenberg (1807-1876) | Josephine van Leuchtenberg (1807-1876) |                                  |                                  | Willem van Nassau (1792-1839)           | Willem van Nassau (1792-1839)           | Willem van Nassau (1792-1839)           | Willem van Nassau (1792-1839)           | Willem van Nassau (1792-1839)           | Willem van Nassau (1792-1839)           | Pauline van Württemberg (1810-1856) | Pauline van Württemberg (1810-1856) | Pauline van Württemberg (1810-1856) | Pauline van Württemberg (1810-1856) | Pauline van Württemberg (1810-1856) | Pauline van Württemberg (1810-1856) |                               |                               | Leopold van Baden (1790-1852) | Leopold van Baden (1790-1852) | Leopold van Baden (1790-1852) | Leopold van Baden (1790-1852) | Leopold van Baden (1790-1852)    | Leopold van Baden (1790-1852)    | Sofie van Zweden (1801-1856)     | Sofie van Zweden (1801-1856)     | Sofie van Zweden (1801-1856)     | Sofie van Zweden (1801-1856)     | Sofie van Zweden (1801-1856)   | Sofie van Zweden (1801-1856)   |                                |                                | Wilhelm I van Duitsland (1797-1888) | Wilhelm I van Duitsland (1797-1888) | Wilhelm I van Duitsland (1797-1888)            | Wilhelm I van Duitsland (1797-1888)            | Wilhelm I van Duitsland (1797-1888)            | Wilhelm I van Duitsland (1797-1888)            | Augusta van Saksen-Weimar-Eisenach (1811-1890) | Augusta van Saksen-Weimar-Eisenach (1811-1890) | Augusta van Saksen-Weimar-Eisenach (1811-1890) | Augusta van Saksen-Weimar-Eisenach (1811-1890) | Augusta van Saksen-Weimar-Eisenach (1811-1890) | Augusta van Saksen-Weimar-Eisenach (1811-1890) |  |  |  |  |  |  |  |  |  |  |  |  |  |  |  |  |  |  |  |  |  |  |  |  |  |  |  |  |  |  |  |  |  |  |  |  |  |  |  |  |  |  |  |  |  |  |  |  |
|                                |                                |                                |                                |                                 |                                 |                                        |                                        |                                        |                                        |                                        |                                        |                                  |                                  |                                         |                                         |                                         |                                         |                                         |                                         |                                     |                                     |                                     |                                     |                                     |                                     |                               |                               |                               |                               |                               |                               |                                  |                                  |                                  |                                  |                                  |                                  |                                |                                |                                |                                |                                     |                                     |                                                |                                                |                                                |                                                |                                                |                                                |                                                |                                                |                                                |                                                |  |  |  |  |  |  |  |  |  |  |  |  |  |  |  |  |  |  |  |  |  |  |  |  |  |  |  |  |  |  |  |  |  |  |  |  |  |  |  |  |  |  |  |  |  |  |  |  |
|                                |                                |                                |                                | Oscar II van Zweden (1829-1907) | Oscar II van Zweden (1829-1907) | Oscar II van Zweden (1829-1907)        | Oscar II van Zweden (1829-1907)        | Oscar II van Zweden (1829-1907)        | Oscar II van Zweden (1829-1907)        |                                        |                                        |                                  |                                  |                                         |                                         | Sophia van Nassau (1836-1913)           | Sophia van Nassau (1836-1913)           | Sophia van Nassau (1836-1913)           | Sophia van Nassau (1836-1913)           | Sophia van Nassau (1836-1913)       | Sophia van Nassau (1836-1913)       |                                     |                                     |                                     |                                     |                               |                               |                               |                               |                               |                               | Frederik I van Baden (1862-1907) | Frederik I van Baden (1862-1907) | Frederik I van Baden (1862-1907) | Frederik I van Baden (1862-1907) | Frederik I van Baden (1862-1907) | Frederik I van Baden (1862-1907) |                                |                                |                                |                                |                                     |                                     | Louise Marie Elisabeth van Pruisen (1838-1923) | Louise Marie Elisabeth van Pruisen (1838-1923) | Louise Marie Elisabeth van Pruisen (1838-1923) | Louise Marie Elisabeth van Pruisen (1838-1923) | Louise Marie Elisabeth van Pruisen (1838-1923) | Louise Marie Elisabeth van Pruisen (1838-1923) |                                                |                                                |                                                |                                                |  |  |  |  |  |  |  |  |  |  |  |  |  |  |  |  |  |  |  |  |  |  |  |  |  |  |  |  |  |  |  |  |  |  |  |  |  |  |  |  |  |  |  |  |  |  |  |  |
|                                |                                |                                |                                | Oscar II van Zweden (1829-1907) | Oscar II van Zweden (1829-1907) | Oscar II van Zweden (1829-1907)        | Oscar II van Zweden (1829-1907)        | Oscar II van Zweden (1829-1907)        | Oscar II van Zweden (1829-1907)        |                                        |                                        |                                  |                                  |                                         |                                         | Sophia van Nassau (1836-1913)           | Sophia van Nassau (1836-1913)           | Sophia van Nassau (1836-1913)           | Sophia van Nassau (1836-1913)           | Sophia van Nassau (1836-1913)       | Sophia van Nassau (1836-1913)       |                                     |                                     |                                     |                                     |                               |                               |                               |                               |                               |                               | Frederik I van Baden (1862-1907) | Frederik I van Baden (1862-1907) | Frederik I van Baden (1862-1907) | Frederik I van Baden (1862-1907) | Frederik I van Baden (1862-1907) | Frederik I van Baden (1862-1907) |                                |                                |                                |                                |                                     |                                     | Louise Marie Elisabeth van Pruisen (1838-1923) | Louise Marie Elisabeth van Pruisen (1838-1923) | Louise Marie Elisabeth van Pruisen (1838-1923) | Louise Marie Elisabeth van Pruisen (1838-1923) | Louise Marie Elisabeth van Pruisen (1838-1923) | Louise Marie Elisabeth van Pruisen (1838-1923) |                                                |                                                |                                                |                                                |  |  |  |  |  |  |  |  |  |  |  |  |  |  |  |  |  |  |  |  |  |  |  |  |  |  |  |  |  |  |  |  |  |  |  |  |  |  |  |  |  |  |  |  |  |  |  |  |
|                                |                                |                                |                                |                                 |                                 |                                        |                                        |                                        |                                        | Gustaaf V van Zweden (1858–1950)       | Gustaaf V van Zweden (1858–1950)       | Gustaaf V van Zweden (1858–1950) | Gustaaf V van Zweden (1858–1950) | Gustaaf V van Zweden (1858–1950)        | Gustaaf V van Zweden (1858–1950)        |                                         |                                         |                                         |                                         |                                     |                                     |                                     |                                     |                                     |                                     |                               |                               |                               |                               |                               |                               |                                  |                                  |                                  |                                  |                                  |                                  | Victoria van Baden (1862-1930) | Victoria van Baden (1862-1930) | Victoria van Baden (1862-1930) | Victoria van Baden (1862-1930) | Victoria van Baden (1862-1930)      | Victoria van Baden (1862-1930)      |                                                |                                                |                                                |                                                |                                                |                                                |                                                |                                                |                                                |                                                |  |  |  |  |  |  |  |  |  |  |  |  |  |  |  |  |  |  |  |  |  |  |  |  |  |  |  |  |  |  |  |  |  |  |  |  |  |  |  |  |  |  |  |  |  |  |  |  |
|                                |                                |                                |                                |                                 |                                 |                                        |                                        |                                        |                                        | Gustaaf V van Zweden (1858–1950)       | Gustaaf V van Zweden (1858–1950)       | Gustaaf V van Zweden (1858–1950) | Gustaaf V van Zweden (1858–1950) | Gustaaf V van Zweden (1858–1950)        | Gustaaf V van Zweden (1858–1950)        |                                         |                                         |                                         |                                         |                                     |                                     |                                     |                                     |                                     |                                     |                               |                               |                               |                               |                               |                               |                                  |                                  |                                  |                                  |                                  |                                  | Victoria van Baden (1862-1930) | Victoria van Baden (1862-1930) | Victoria van Baden (1862-1930) | Victoria van Baden (1862-1930) | Victoria van Baden (1862-1930)      | Victoria van Baden (1862-1930)      |                                                |                                                |                                                |                                                |                                                |                                                |                                                |                                                |                                                |                                                |  |  |  |  |  |  |  |  |  |  |  |  |  |  |  |  |  |  |  |  |  |  |  |  |  |  |  |  |  |  |  |  |  |  |  |  |  |  |  |  |  |  |  |  |  |  |  |  |
|                                |                                |                                |                                |                                 |                                 |                                        |                                        |                                        |                                        |                                        |                                        |                                  |                                  |                                         |                                         |                                         |                                         |                                         |                                         |                                     |                                     |                                     |                                     |                                     |                                     |                               |                               |                               |                               |                               |                               |                                  |                                  |                                  |                                  |                                  |                                  |                                |                                |                                |                                |                                     |                                     |                                                |                                                |                                                |                                                |                                                |                                                |                                                |                                                |                                                |                                                |  |  |  |  |  |  |  |  |  |  |  |  |  |  |  |  |  |  |  |  |  |  |  |  |  |  |  |  |  |  |  |  |  |  |  |  |  |  |  |  |  |  |  |  |  |  |  |  |
|                                |                                |                                |                                |                                 |                                 |                                        |                                        |                                        |                                        |                                        |                                        |                                  |                                  |                                         |                                         |                                         |                                         |                                         |                                         |                                     |                                     |                                     |                                     |                                     |                                     |                               |                               |                               |                               |                               |                               |                                  |                                  |                                  |                                  |                                  |                                  |                                |                                |                                |                                |                                     |                                     |                                                |                                                |                                                |                                                |                                                |                                                |                                                |                                                |                                                |                                                |  |  |  |  |  |  |  |  |  |  |  |  |  |  |  |  |  |  |  |  |  |  |  |  |  |  |  |  |  |  |  |  |  |  |  |  |  |  |  |  |  |  |  |  |  |  |  |  |
|                                |                                |                                |                                |                                 |                                 |                                        |                                        |                                        |                                        |                                        |                                        |                                  |                                  | Gustaaf VI Adolf van Zweden (1882–1973) | Gustaaf VI Adolf van Zweden (1882–1973) | Gustaaf VI Adolf van Zweden (1882–1973) | Gustaaf VI Adolf van Zweden (1882–1973) | Gustaaf VI Adolf van Zweden (1882–1973) | Gustaaf VI Adolf van Zweden (1882–1973) |                                     |                                     |                                     |                                     | Willem van Zweden (1884-1965)       | Willem van Zweden (1884-1965)       | Willem van Zweden (1884-1965) | Willem van Zweden (1884-1965) | Willem van Zweden (1884-1965) | Willem van Zweden (1884-1965) |                               |                               |                                  |                                  | Erik van Zweden (1889-1918)      | Erik van Zweden (1889-1918)      | Erik van Zweden (1889-1918)      | Erik van Zweden (1889-1918)      | Erik van Zweden (1889-1918)    | Erik van Zweden (1889-1918)    |                                |                                |                                     |                                     |                                                |                                                |                                                |                                                |                                                |                                                |                                                |                                                |                                                |                                                |  |  |  |  |  |  |  |  |  |  |  |  |  |  |  |  |  |  |  |  |  |  |  |  |  |  |  |  |  |  |  |  |  |  |  |  |  |  |  |  |  |  |  |  |  |  |  |  |

Erik VI · Olaf II · Anund Jacob · Emund · Stenkil · Erik VII · Erik VIII · Halsten · Haakon · Inge I · Sven · Erik Årsäll · Filips · Inge II · Ragnvald · Magnus · Sverker I · Erik IX · Karel VII · Knoet I · Sverker II · Erik X · Johan I · Erik XI · Knoet II · Waldemar I · Magnus I · Birger I · Magnus II · Albrecht · Margaretha · Erik XIII · Christoffel · Karel VIII · Christiaan I · Johan II · Christiaan II · Gustaaf I · Erik XIV · Johan III · Sigismund · Karel IX · Gustaaf II Adolf · Christina · Karel X Gustaaf · Karel XI · Karel XII · Ulrike Eleonora · Frederik · Adolf Frederik · Gustaaf III · Gustaaf IV Adolf · Karel XIII · Karel XIV Johan · Oscar I · Karel XV · Oscar II · Gustaaf V · Gustaaf VI Adolf · Carl Gustaf XVI
- Bibsys: 90085934
- Bibliothèque nationale de France: cb123540646 (data)
- Gemeinsame Normdatei: 118719556
- International Standard Name Identifier: 0000 0000 6631 6930
- KulturNav: 0f691479-c07a-4ec5-b25c-d310dbf4a099
- Library of Congress Control Number: n82001654
- National Archives and Records Administration: 10614258
- Nationale bibliotheek van Australië: 35917170
- Nationale Bibliotheek van Israël: 987007308435205171
- Nationale Bibliotheek van Polen: a0000002579887
- Nederlandse Thesaurus van Auteursnamen: 111954045
- Istituto Centrale per il Catalogo Unico: RMRV154461
- LIBRIS: 208001
- Système universitaire de documentation: 03252756X
- Museum of New Zealand Te Papa Tongarewa: 69987
- Trove: 1144904
- Union List of Artist Names: 500318989
- Virtual International Authority File: 75186314
- WorldCat: E39PBJkdpKmqM8HgtpK9wbFYfq